# Coprophanaeus lecromi
Coprophanaeus lecromi là một loài bọ cánh cứng trong họ Bọ hung (Scarabaeidae).